# Dibriwśke (obwód żytomierski)
Dibriwśke (ukr. Дібрівське) – wieś na Ukrainie, w obwodzie żytomierskim, w rejonie nowogrodzkim, nad Ceremem (Церем), dopływem Słuczy. W 2001 roku liczyła 34 mieszkańców.
Dawniej wieś Dubrówka, własność Lubomirskich-Zwiahelskich, następnie Uwarowów, którzy sprzedali część ziemi niemieckim kolonialistom. Pod koniec XIX w. w gminie Horodnica.